# Glicério (imperador)
Flávio Glicério (em latim Flavius Glicerius Augustus) (c. 420 — após 480) foi um imperador romano do Ocidente de 473-474. Elevado por seu mestre dos soldados (magister militum) Gundebaldo, Glicério foi rejeitado pela corte em Constantinopla e deposto por Júlio Nepos. Mais tarde, serviu como bispo de Salona na Igreja Católica primitiva.
Nascido no Noroeste da península Itálica, próximo a Milão, foi proclamado imperador ao final de uma guerra civil, em Ravena pelo comandante do exército da Itália, o general Gundebaldo.
Glicério era um conde dos domésticos (comes domesticorum), quando se tornou imperador. Foi deposto por Júlio Nepos — comandante militar da Dalmácia e um dos últimos imperadores romanos do Ocidente —, pouco tempo depois de desviar uma invasão de ostrogodos da Itália para a Gália.
Na primavera de 474, as portas reabertas e Júlio Nepos cruzaram o mar Adriático para a Itália para depor Glicério. Quando Nepos dominou Óstia, Glicério entregou-lhe o poder sem resistência. Depois foi nomeado bispo de Salona, na Dalmácia (atual Solin, na Croácia), onde supõe-se que tenha morrido. Nessa condição, foi confessor do próprio Nepos, que seria assassinado em 480.

## Biografia

### Antecedentes
A historiadora Penny MacGeorge afirma, em resumo, que "quase nada se sabe sobre Glicério", que nasceu na Dalmácia. Sua família é desconhecida e pode não ter sido aristocrática. Ele ascendeu ao cargo de comes domesticorum (comandante da guarda do palácio) e provavelmente serviu como tal durante o reinado do imperador romano ocidental Olíbrio (r. 472). O magister militum (mestre dos soldados) germânico Ricímero depôs o imperador romano ocidental Majoriano (r. 457–461) em 461, e depois disso instalou uma série de imperadores romanos ocidentais como fantoches: Líbio Severo (r. 461–465), Antêmio (r. 467–472), e Olíbrio, entronizado em julho de 472, depois que Ricímero derrubou Antêmio. Ricímero morreu em 18 de agosto de 472, quarenta dias depois de depor Antêmio, e foi sucedido como mestre dos soldados e fazedor de reis por seu sobrinho da Borgonha, Gundebaldo. Olíbrio morreu pouco depois, em 2 de novembro de 472, e um interregno se seguiu por quase quatro meses, antes que Gundebaldo convencesse Glicério a assumir o trono e o proclamasse imperador em [Ravenn: os Fasti vindobonenses, um registro dos anos consulares, afirma que foi em 5 de março de 473, porém, o campanum Paschale, também registro consular, afirma que foi no dia 3.

### Últimos anos
Depois de ser deposto, Glicério foi prontamente ordenado bispo de Salona. De acordo com Malco, historiador bizantino do século V, Glicério teve alguma participação na organização do assassinato de Júlio Nepos em 480, depois que Nepos foi forçado a fugir da Itália e governava do exílio na Dalmácia, embora os registros históricos sejam confusos. Glicério morreu algum tempo depois de 474, possivelmente em 480. Ele às vezes foi identificado com um Glicério que foi arcebispo de Milão pelo rei Odoacro (r.476–493), mas isso provavelmente está incorreto. A fonte para a promoção de Glicério a arcebispo é uma linha obscura escrita por Ennódio, na qual elogia um arcebispo chamado Glicério, entre outros arcebispos de Milão, no entanto, esta seção parece ter sido corrompida ou adicionada posteriormente, para identificar o arcebispo Glicério com o imperador Glicério.